# Dracaena umbratica
Dracaena umbratica är en sparrisväxtart som beskrevs av Henry Nicholas Ridley. Dracaena umbratica ingår i släktet dracenor, och familjen sparrisväxter. Inga underarter finns listade i Catalogue of Life.